# Bravo Dick
Bravo Dick (Newhart) è una serie televisiva statunitense in 184 episodi trasmessi per la prima volta nel corso di 8 stagioni dal 1982 al 1990.

## Trama
I coniugi Dick e Joanna Loudon gestiscono una locanda situata in una piccola e rurale cittadina del Vermont che ospita molti personaggi eccentrici. Dick è anche autore di libri per il fai da te. Verso la fine della seconda stagione, la serie subisce dei cambiamenti e Dick inizia a presentare Vermont Today, un talk show a basso rating sulla rete televisiva locale. Nella terza stagione entra in scena anche il personaggio di Michael Harris (interpretato da Peter Scolari), il produttore del programma. Con il progredire delle stagioni, gli episodi si focalizzano sempre più sulla carriera televisiva di Dick e sulla gente bizzarra del paese, al punto che il soggetto di Joanna e della sua locanda viene posto in secondo piano.

### L'ultimo episodio e il crossover conThe Bob Newhart Show
Molto apprezzato fu l'episodio finale della serie (simile all'episodio finale di A cuore aperto) dal titolo The Last Newhart: l'attore che interpreta Dick Loudon, Bob Newhart, si risveglia nel suo letto nelle vesti di un altro personaggio, Bob Hartley, protagonista di una serie che aveva interpretato anni prima (The Bob Newhart Show, 1972-1978); tutti i 184 episodi della serie di Bravo Dick non erano stati altro che un sogno all'interno della serie precedente. Anche la camera da letto fu ricostruita in maniera fedele a quella di The Bob Newhart Show. Subito dopo il risveglio, Bob esclama alla moglie Emily (interpretata dall'attrice Suzanne Pleshette, la stessa della serie degli anni 70): "Tesoro, non crederai mai allo strano sogno che ho fatto!" e le racconta il sogno, parlandole della strana cittadina del Vermont e degli altrettanto strani personaggi che la abitavano. La scena e l'episodio si concludono con il tema musicale di The Bob Newhart Show in sottofondo e con i crediti finali nello stile della vecchia serie degli anni 70.

## Personaggi
- Dick Loudon (184 episodi, 1982-1990), interpretato da Bob Newhart.
- Joanna Loudon (184 episodi, 1982-1990), interpretata da Mary Frann.
- George Utley (184 episodi, 1982-1990), interpretato da Tom Poston.
- Stephanie Vanderkellen (163 episodi, 1983-1990), interpretata da Julia Duffy.
- Michael Harris (142 episodi, 1984-1990), interpretato da Peter Scolari.
- Larry (87 episodi, 1982-1990), interpretato da William Sanderson.
- primo Darryl (87 episodi, 1982-1990), interpretato da Tony Papenfuss.
- secondo Darryl (87 episodi, 1982-1990), interpretato da John Voldstad.
- Kirk Devane (44 episodi, 1982-1984), interpretato da Steven Kampmann.
- Chester Wanamaker (35 episodi, 1982-1990), interpretato da William Lanteau.
- Jim Dixon (33 episodi, 1982-1990), interpretato da Thomas Hill.
- Leslie Vanderkellen (22 episodi, 1982-1983), interpretata da Jennifer Holmes.
- ufficiale Shifflett (17 episodi, 1984-1989), interpretato da Todd Susman.
- Bud (17 episodi, 1985-1990), interpretato da Ralph Manza.
- J.J. Wall (15 episodi, 1983-1988), interpretato da Fred Applegate.
- Harley Estin (15 episodi, 1984-1988), interpretato da Jeff Doucette.
- Cindy Parker Devane (9 episodi, 1984), interpretata da Rebecca York.
- Miss Goddard (9 episodi, 1989-1990), interpretata da Kathy Kinney.
- Mr. Rusnak (9 episodi, 1989-1990), interpretato da David Pressman.
- Bev Dutton (8 episodi, 1984-1988), interpretato da Linda Carlson.
- Marian 'Mary' Vanderkellen (7 episodi, 1985-1989), interpretata da Priscilla Morrill.
- Baby V.O. (7 episodi, 1990), interpretato da Tom Williams.
- Arthur Vanderkellen (6 episodi, 1985-1987), interpretato da José Ferrer.
- dottoressa Mary Kaiser (5 episodi, 1987-1990), interpretato da Melanie Chartoff.
- Paul (4 episodi, 1988-1990), interpretato da Cliff Bemis.

## Produzione
La serie, ideata da Barry Kemp, fu prodotta da MTM Enterprises e girata negli studios della CBS a Los Angeles, California e a Middlebury, Vermont. Le musiche furono composte da Henry Mancini.

### Registi
Tra i registi della serie sono accreditati:
- Dick Martin (32 episodi, 1982-1990)
- Will Mackenzie (24 episodi, 1982-1984)
- Peter Baldwin (23 episodi, 1985-1990)
- Michael Lessac (20 episodi, 1986-1990)
- David Steinberg (15 episodi, 1986-1990)
- John Tracy (8 episodi, 1984-1985)
- Lee Shallat Chemel (7 episodi, 1986-1990)
- Ellen Falcon (6 episodi, 1984-1986)
- John Pasquin (6 episodi, 1985-1986)
- Jim Drake (5 episodi, 1984)
- J.D. Lobue (5 episodi, 1986-1987)
- Rod Daniel (4 episodi, 1983)
- Stephen C. Grossman (4 episodi, 1989-1990)
- David Mirkin (3 episodi, 1987-1988)
- Douglas Wyman (3 episodi, 1987-1988)
- Jim Buck (3 episodi, 1988-1990)
- Donna Wheeler (2 episodi, 1983)
- Burt Brinckerhoff (2 episodi, 1985)
- Barton Dean (2 episodi, 1986-1987)
- Dolores Ferraro (2 episodi, 1986)
- Tom Trbovich (2 episodi, 1986)

### Produttori
- Sheldon Bull (stagioni 1 e 2)
- Roy Teicher, Richard Rosenstock (stagione 3)
- Barton Dean, Douglas Wyman (stagione 4)
- Michael Loman, Arnie Kogen (stagione 5)
- Arnie Kogen (stagione 6)
- Stephen C. Grossman (stagioni 7 e 8)[6]

## Distribuzione
La serie fu trasmessa negli Stati Uniti dal 1982 al 1990 sulla rete televisiva CBS. In Italia è stata trasmessa prima con il titolo originale su Canale 5, e successivamente anche con il titolo Bravo Dick.

## Episodi
| Stagione         | Episodi | Prima TV USA | Prima TV Italia |
| ---------------- | ------- | ------------ | --------------- |
| Prima stagione   | 22      | 1982-1983    |                 |
| Seconda stagione | 22      | 1983-1984    |                 |
| Terza stagione   | 22      | 1984-1985    |                 |
| Quarta stagione  | 24      | 1985-1986    |                 |
| Quinta stagione  | 24      | 1986-1987    |                 |
| Sesta stagione   | 24      | 1987-1988    |                 |
| Settima stagione | 22      | 1988-1989    |                 |
| Ottava stagione  | 24      | 1989-1990    |                 |